# Drabanten
Drabanten (norwegisch für Trabant) ist ein isolierter Nunatak im ostantarktischen Königin-Maud-Land. Er ragt rund 16 km westlich des Felssporns Tunga unmittelbar nördlich des Kirwanveggen in der Maudheimvidda auf.
Norwegische Kartografen, die ihn auch benannten, kartierten die Formation anhand von Vermessungen und Luftaufnahmen der Norwegisch-Britisch-Schwedischen Antarktisexpedition (1949–1952) sowie der Dritten Norwegischen Antarktisexpedition (1956–1960).